# Arnis
Arnis (in danese Arnæs) è una piccola città tedesca di 268 abitanti del circondario di Schleswig-Flensburgo, nello Schleswig-Holstein.

## Storia
Arnis è stata fondata nel 1677 da una sessantina di famiglie provenienti dalla vicina Kappeln. Nel 1934 ha ottenuto lo status di città: le sue minute dimensioni – si sviluppa su un'unica via – e la sua popolazione di 268 abitanti la rendono il comune più piccolo della Germania a godere del titolo di Stadt.

## Geografia fisica
La cittadina fa parte della comunità amministrativa (Amt) Kappeln-Land, e si trova a sud-est del suo circondario, separata dal circondario di Rendsburg-Eckernförde dal fiordo dello Schlei, che sfocia nel Mar Baltico.

## Galleria d'immagini

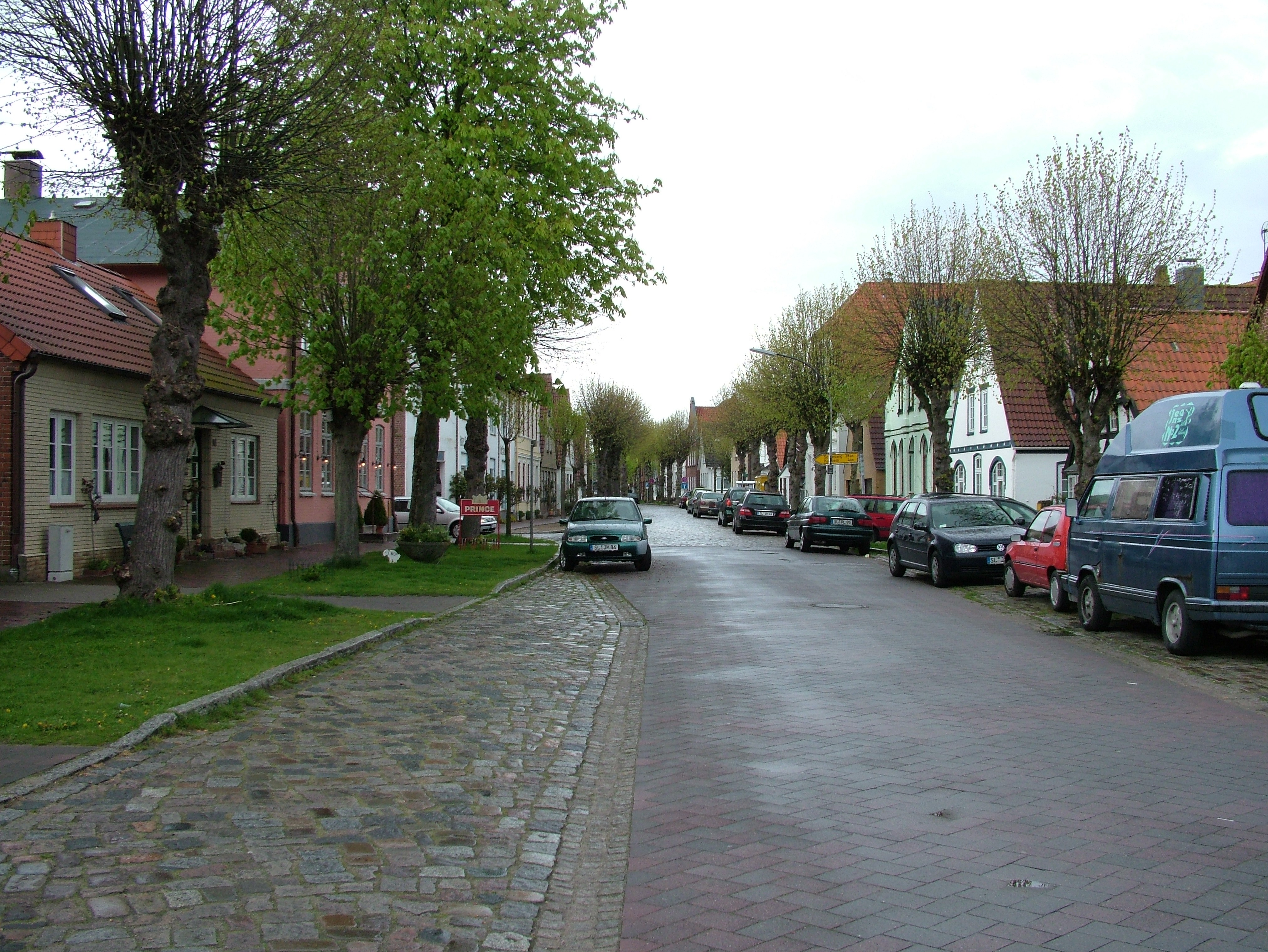
Centro cittadino
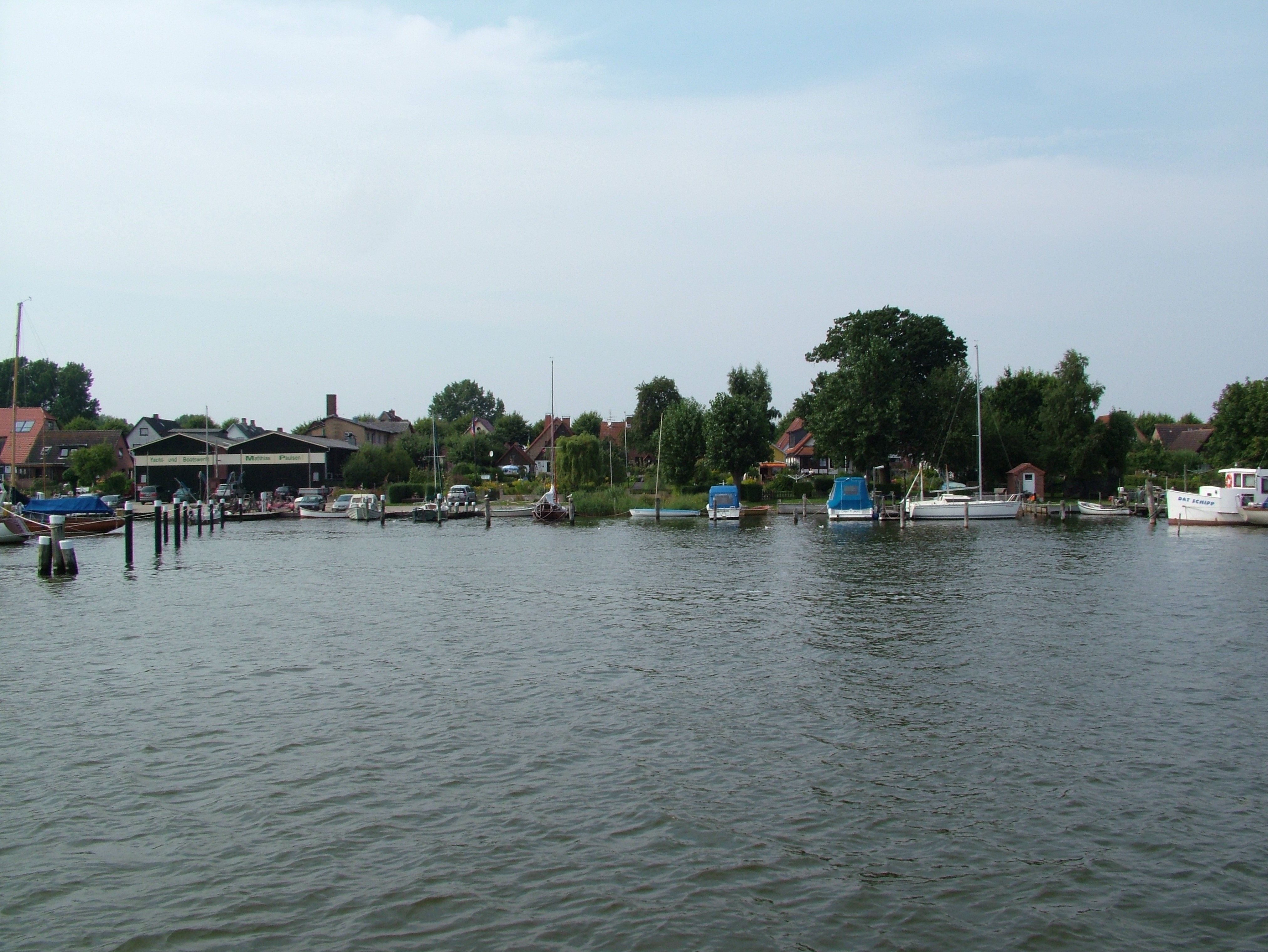
La marina sullo Schlei
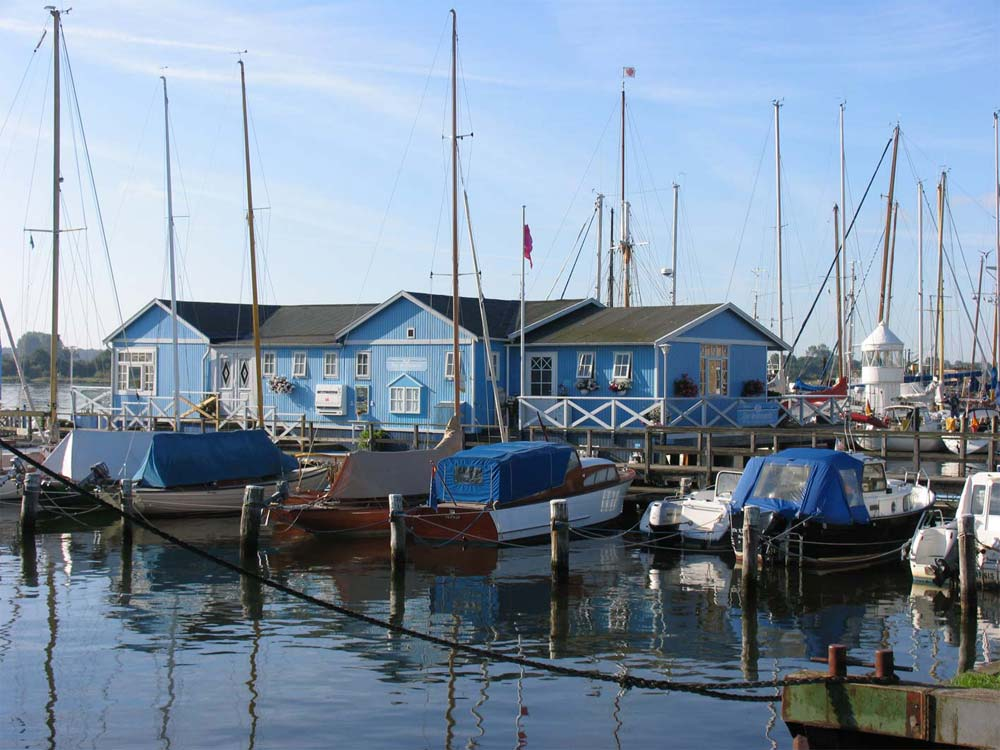
Barche lungo lo Schlei
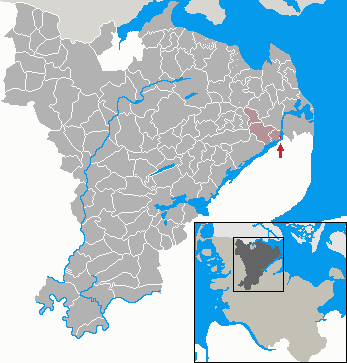
Localizzazione comunale nello Schleswig-Flensburg